# Evercade
Evercade — портативная игровая система, разработанная и произведённая британской компанией Blaze Entertainment в 2020 году. Основной направленностью платформы является ретрогейминг, а в качестве носителей используются игровые картриджи.
Игры для Evercade распространяются преимущественно в виде сборников, объединённых по издателю, оригинальной платформе или другой общей тематике. Картриджи могут содержать как старые игры с устаревших игровых систем, так и современные игры, обладающие ретро-эстетикой и использующие игровые механики, характерные для игр прошлого. Для большинства игр используется эмуляция, но существуют и полноценные разработки для платформы, которые пользуются её программным и аппаратным обеспечением напрямую.
Система была хорошо встречена критиками. Её хвалили за удобство в использовании, хорошую эмуляцию и низкую цену. Отдельно многие журналисты отметили приставку за уделение внимание коллекционированию, качественную библиотеку картриджей и упрощение легального доступа пользователей к старым играм. Экран и управление получили смешанные отзывы.
Evercade стала первой приставкой в одноимённой серии игровых систем. В 2021 году за ней последовала домашняя игровая приставка Evercade VS, а в 2022 — новая портативная система Evercade EXP, с выходом которой производство и продажа оригинальной приставки были прекращены.

## История
Игровая система Evercade была разработана и выпущена британской компанией Blaze Entertainment, которая была создана в 2018 году на базе ликвидированной ранее компании Blaze Europe, выпускавшей мини-аркадные автоматы и портативные приставками со старыми играми от Atari и Sega, а также схожую по концепции портативную консоль Game Gadget. Технологический руководитель Blaze Entertainment Райан Деккер объяснил, что новая компания находится под новым меджментом и фактически повторно использует старую торговую марку. В одном из пресс-релизов компания заявила, что базируется на опыте в индустрии Blaze Europe и сохраняет её страсть к ретро-геймингу.
Разработка приставки началась в 2018 году. Главный исполнительный директор Blaze Эндрю Байетт рассказал, что в компании всегда любили ретро-игры и физические издания. Комбинирование этих двух увлечений привело к создании Evercade. Байетт также добавил, что основной идеей при проектировании системы было — создание полностью лицензионной платформы, которая бы сделала ретро-гейминг удобным, доступным, а сама она была бы расширяемой. В проектировании крестовины устройства разработчики ориентировались на геймпады Sega Mega Drive и Sega Saturn.
Разработчики учли свой предыдущий опыт создания ретро-приставок, а также опыт других похожих продуктов доступных на рынке. По заявлению Байетта, в Blaze Entertainment заметили, что пользователи быстро перестают играть в приставки с заранее загруженными игры, несмотря на возникающий в первый момент интерес. Добавляя элемент коллекционирования, разработчики преследовали цель воссоздать ощущение, которое они испытывали в детстве покупая игры на картриджах.
Evercade была официально анонсирована в апреле 2019 года. Сообщалось, что система будет ориентирована на ретрогейминг и будет способна эмулировать 8-битные и 16-битные приставки. Так же разработчики обещали, что устройство можно будет подключать к телевизору.
Первоначально выход Evercade был запланирован на четвёртый квартал 2019 года. В сентябре 2019 года магазины начали принимать предварительные заказы на систему по цене £59,99 в Великобритании, €69,99 в Европейском союзе и $79,99 в США, но дата выхода при этом была перенесена на 20 марта 2020 года. Позднее дата выхода была перенесена ещё раз и приставка была выпущена 22 мая 2020 года.
В 2021 году Blaze Entertainment выпустили домашнюю игровую приставку Evercade VS, поддерживающую многопользовательскую игру и при этом обратно совместимую в портативной Evercade. 15 декабря 2022 года была выпущена новая портативная игровая система, получившая имя Evercade EXP, — полноценный преемник первой Evercade. Пришедшая на смену приставка полностью совместима с картриджами для оригинала, но при этом обладает более мощным аппаратным обеспечением, улучшенным дисплеем и новыми функциями, такими как портретная ориентация экрана и встроенный Wi-Fi.
С выходом EXP продажи оригинальной приставки были прекращены, но разработчики пообещали, что будут продолжать осуществлять её поддержку. В июне 2023 года Blaze выпустили обновление программного обеспечения оригинального устройства до версии 3.0.0, которое было объявлено финальным. Разработчики заявили, что будут продолжать тестировать новые картриджи на старой платформе с последним обновлением некоторое время, но больше обновлять программное обеспечение для оригинальной консоли не планируется, за исключением исправления серьёзных проблем.

## Технические характеристики

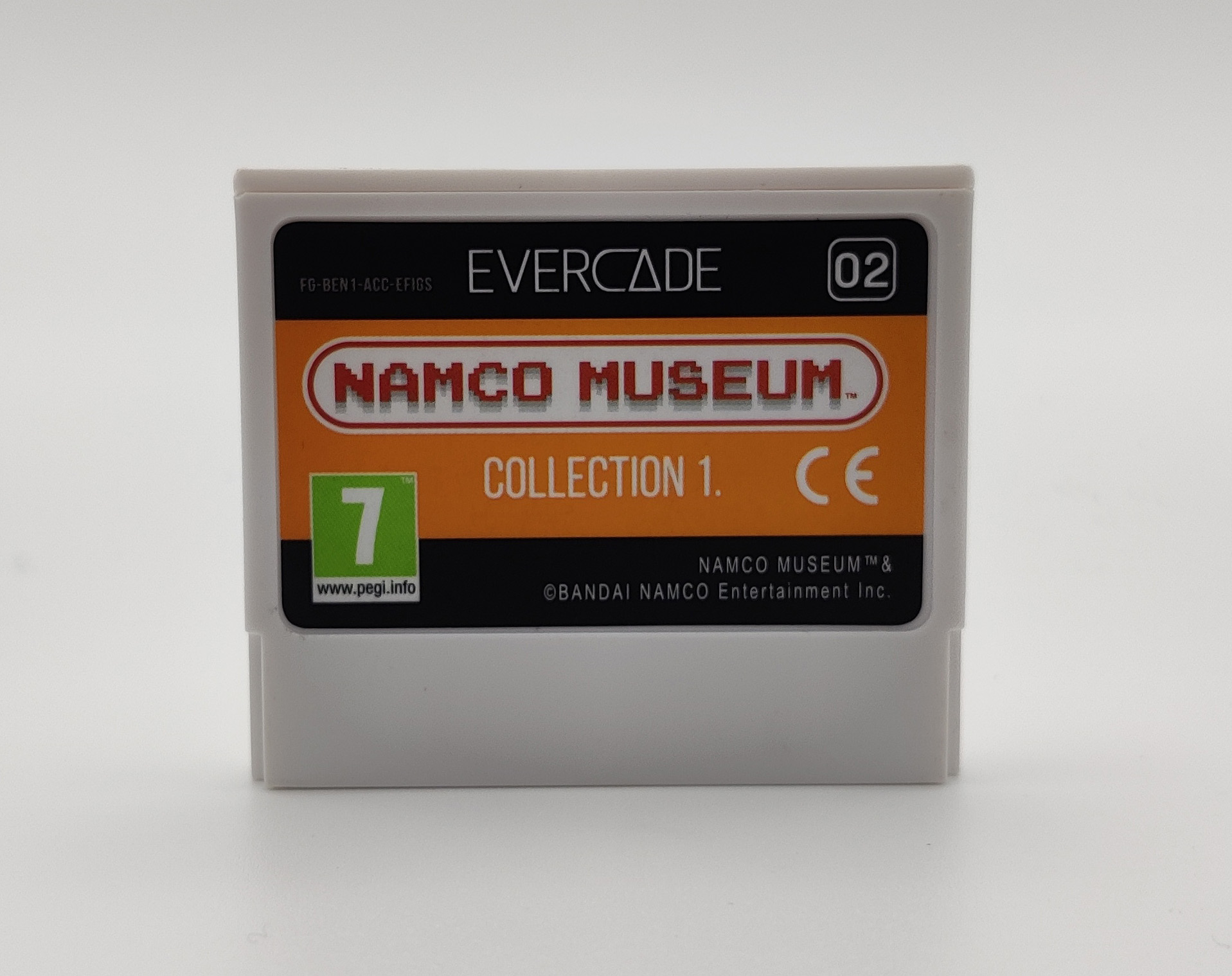
Картридж для Evercade

Evercade представляет собой прямоугольную портативную игровую приставку размером 182×82×21 мм в целиком пластиковом корпусе с закруглёнными углами. Масса устройства составляет 214 грамм, а масса вставляемого в него картриджа примерно равна 15 граммам.
В верхней части Evercade находится порт mini-HDMI, через который устройство можно подсоединять к внешнему монитору или телевизору с масштабированием разрешения до 720p. В нижней части приставки находится разъем для наушников TRS 3,5 мм, две кнопки для регулирования громкости и разъем MicroUSB для зарядки аккумулятора. На передней панели расположены кнопки start, select, кнопка «меню», четыре кнопки управления и крестовина. На верхней панели, помимо HDMI-порта есть две кнопки-триггера и переключатель включающий и выключающий приставку. Там же находится и разъем для картриджа.
Evercade обладает 4,3-дюймовым жидкокристаллическим экраном с разрешением 480x272 и соотношением сторон экрана 16:9 с возможностью переключаться в режим 4:3. Дисплей автоматический выключается по истечении 30-ти секунд бездействия и автоматически включается обратно при нажатии любой кнопки. По обеим сторонам от экрана находятся небольшие стерео-динамики.
При включении устройства пользователь попадает в меню выбора игры на котором отображается описание игры, скриншот и её обложка. При нажатии кнопки «меню» во время игры пользователю предоставляется возможность сохранить игровой процесс, изменить настройки экрана или вернуться в меню выбора игры.
В Evercade установлена однокристальная система Rockchip RK3128, оснащённая четырьмя процессорными ядрами Cortex A7 с тактовой частотой 1,2 ГГц. Операционная система устройства основана на Linux. Объём оперативной памяти составляет 256 Мбайт, а запасаемый заряд аккумулятора составляет 2000 мА·ч, обеспечивающий 4—5 часов игры.

## Игры

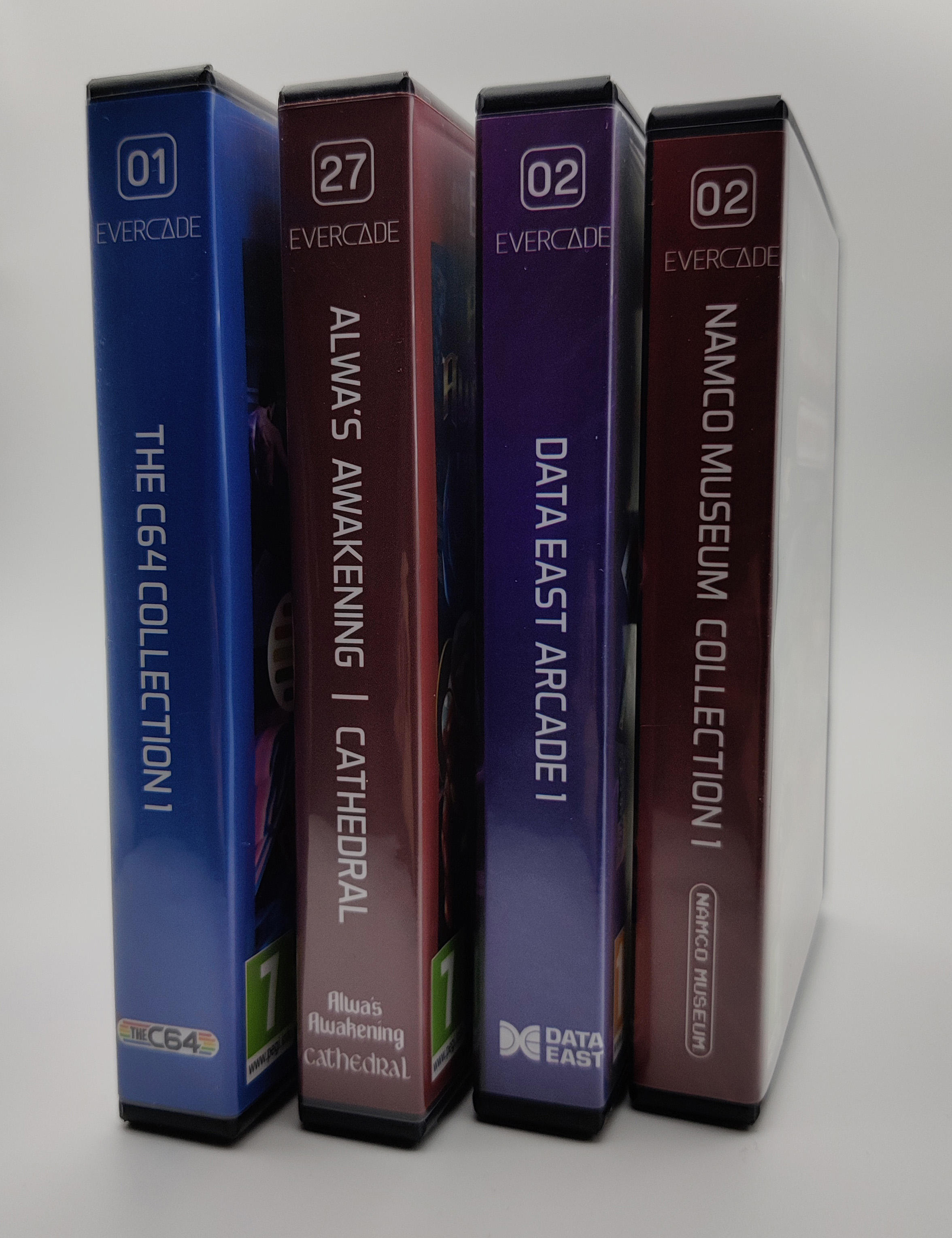
Кардтрижи для Evercade в коробках разных цветов.

Игры для Evercade распространяются на картриджах с лицензированными играми. Каждый картридж содержит несколько игр, как правило, являющихся коллекцией определённого издателя или разработчика. Картриджи продаются в закрывающихся пластмассовых коробках разных цветов, каждый из которых обозначает тип оригинальной платформы — красные картриджи содержат консольные игры, фиолетовые — игры для аркадных автоматов, а синие — игры для домашних компьютеров. Коробки содержат напечатанное на бумаге руководство пользователя.
Игровая система ориентирована на ретрогейминг, и большинство изданных для неё игр являются переизданиями со старых платформ, таких как Atari и Intellivision. Помимо этого для Evercade издаются и современные игры, созданные независимыми разработчики для старых систем, либо для современных систем, но в ретро-стиле. Разработчики приставки заявляли, что согласно их философии, все игры выпускаемые для Evercade должны обладать ретро-эстетикой и использовать ретро-игровые механики, но не обязаны следовать ограничениям, существующих на старых платформах.
Для запуска большинства игр используются специально настроенные эмуляторы. При этом эмуляторы находятся на картриджах, а не в памяти самой приставки. Некоторые игры получили полноценные порты для Evercade, которым не требуется эмуляция. Первой такой игрой стал платформер Cathedral от инди-разработчика Decemberborn. Для разработчиков, которые хотели бы создавать порты своих игр или эксклюзивы для приставки, существует специальная партнёрская программа.
В день выхода для платформы было доступно 10 картриджей: два сборника игр Atari, два сборника игр Namco, два сборника игр Interplay, по одному сборнику от издателей Data East, Technos и Piko Interactive, а также сборник современных ретро-игр независимого разработчика Mega Cat Studios. Сборники включают в себя как известные игры, так и редкие релизы. Например, появление на картридже Namco Museum игры Mappy Kids является её первым выпуском за пределами Японии. Для издания на Evercade был специально сделан перевод этой игры на английский язык.
Производство некоторых картриджей, в том числе и выпущенных на старте приставки, было прекращено, а сами картриджи были помечены как «legacy» на официальном сайте. Такие картриджи больше не выпускаются Blaze Entertainment. На начало 2023 года «legacy» картриджей было 5.

## Отзывы
Большинство журналистов хвалили концепцию консоли Evercade. Обозреватель сайта Eurogamer Джон Линнеман написал, что избирательный подход к библиотеке игр является преимуществом устройства, а Мэтью Адлер с IGN заявил, что учитывая сложности связанные с коллекционированием ретро-игр, его радует тот факт, что есть компания, которая занимается их подбором и «упаковыванием». Журналист Engadget Джеймс Трю тоже отметил, что ручной и курируемый отбор игр выгодно выделяет Evarcade от конкурентов, которые пытаются собрать как можно больше наименований не обращая внимание на их качество. Эндрю Уэбстер из издания The Verge заключил, что платформа нашла «золотую середину» между современным и ретро, но при этом он отметил, что Evercade — это нишевый продукт, который ориентирован на энтузиастов.
Использование картриджей в качестве единственных носителей игр для платформы в целом было встречено положительно. Джефф Бакалар из издания CNET назвал картриджи «очаровательными». Многие обозреватели отметили как преимущество ограниченное количество игр для приставки. Так Майк Фей с сайта Kotaku написал, что коллекция из небольшого количества картриджей упрощает выбор, который с другими ретро-консолями может показаться слишком большим. Так же он отметил, что благодаря большому размеру самих картриджей и коробок для них, их намного тяжелее потерять по сравнению с карточками для Nintendo Switch. Линнеман тоже обратил внимание, что благодаря фокусу на меньшем количестве игр, становится проще получать удовольствие от каждой из них. По его мнению, когда пользователю предоставляется огромный список ПЗУ-образов, то он в итоге не играет ни во что, а каждая игра в отдельности ощущается расходным материалом. Джеймс Трю написал, что использование картриджей является наиболее поляризующим геймеров решением. Он считает, что если для одной части игроков это добавляет «чистоты» ретро-гейминга, то для другой части это анахронизм, который привносит излишние неудобства. Кайл Орланд из издания Ars Technica высказался о картриджах резко негативно. Он написал, что необходимость постоянно их менять победило в нём чувство ностальгии. Большинство критиков отметили, что разъем для картриджей слишком тугой и доставать из него игры трудно. Адам Исмаил из Tom’s Guide раскритиковал качество картриджей, охарактеризовав коробки как хлипкие, а оформление назвал не сильно симпатичным.
Многие критики отметили, что устройство удобно и приятно лежит в руке. Эндрю Лисиевский с сайта Gizmodo написал, что Evercade ощущается как классическая портативная приставка. Обозреватель GamesRadar Брендан Гриффитс отметил, что корпус с закруглёнными краями естественно ложится в руку, и что устройство более привлекательно чем Atari Lynx и Sega Game Gear. Линнеман заявил, что приставку приятно держать в руке благодаря её относительно крупному размеру и весу, и что она не ощущается как дешёвый и пустой продукт. Исмаил напротив высказал мнение, что из-за его характерного внешнего вида и материала корпуса, устройство выглядит «бюджетно».
Дисплей устройства получил как положительные, так и отрицательные отзывы. Фэй охарактеризовал его как «яркий и чёткий». Маркус Эстрада из издания Hardcore Gamer назвал размер экрана в 4,3 дюйма «щедрым», учитывая размер устройства. Линнеман отметил, что характерное для ЖК-дисплеев размытие находится на лучшем уровне, чем во всех итерациях PlayStation Portable. Из негативных моментов он назвал небольшой угол обзора, что, по его мнению, может свидетельствовать о дешёвой TN-матрице. Адлер тоже раскритиковал угол обзора экрана и написал, что для 2021 года он является полностью устаревшем. Часть обозревателей заметили, что из-за того, что большинство старых игр использует соотношения сторон экрана 4:3, широкий экран устройства почти не используется.
Управление обозреватели тоже оценили неоднозначно. Похвалу большинства журналистов получила крестовина. Кнопки тоже по большей части были оценены хорошо. Фэй их назвал приятными и отзывчивыми. Гриффитс тоже отметил, что кнопки отзывчивые, а также, что они обладают правильной глубиной нажатия. Орланд охарактеризовал кнопки как «пружинистые» и удобные. Боковые триггеры получили смешанные отзывы. Положительно о них отозвался Исмаил, отметив, что они «щелкающие», но не тугие. Ник Торп из журнала Retro Gamer написал, что при нажатии на триггер раздаётся приятный щелчок. Лисиевский отметил как положительное качество триггеров тот факт, что они хорошо выделены и их легко достать, а из отрицательно он подчеркнул их очень неглубокое нажатие. Гриффитс негативно отозвался о триггерах, сравнив нажатие на них со щелчком компьютерной мыши. Многие критики назвали одним из главных недостатков приставки отсутствие возможности перенастроить управление в играх. Исмаил заметил, что кнопки A, B, X, Y находятся на противоположных местах по сравнению с аналогичными кнопками Super Nintendo, что делает управление в играх неудобным, а подсказки в играх заводящими в заблуждение.
Эмуляция игровых систем заслужила похвалу большинства критиков. Бакалар назвал эмуляцию «впечатляющей», а Лисиевский отметил, что игрокам не придётся разыскивать ПЗУ-образы или настраивать эмуляторы чтобы улучшить качество игры. Линнеман в своей статье написал, что сравнил игровой процесс на Evercade с записями геймплея на оригинальных устройствах и заключил, что приставка находится на шаг впереди всех остальных портативных консолей, а особенно выделил эмуляцию Sega Mega Drive.
Так же положительно была встречена как цена на само устройство, так и на картриджи. Линнеман написал, что благодаря низкой цене, Evercade можно простить её недочёты. Бакалар назвал приставку выгодной покупкой при цене в 80$. Лисиевский заключил, что цена на картриджи является идеальной. Торп охарактеризовал Evercade как «не дорогое устройство с хорошей библиотекой игр для коллекционирования».